# Paul Scardon
Paul Scardon (Melbourne, 6 maggio 1874 – Fontana, 17 gennaio 1954) è stato un attore e regista australiano.
Sposato all'attrice Betty Blythe, lavorò nel cinema muto statunitense.

## Biografia
Nato a Melbourne, nello Stato di Victoria, Paul Scardon lavorò a teatro in Australia e a New York. Negli Stati Uniti intraprese la carriera cinematografica, esordendo in piccole parti nel 1909 in due film di David W. Griffith To Save Her Soul e The Day After.
Scardon firmò la sua prima regia nel 1913. Diresse Blanche Sweet in Her Unwilling Husband, Bessie Barriscale in alcuni dei suoi successi e, soprattutto, sua moglie Betty Blythe, protagonista di numerosi melodrammi.
Ritiratosi all'avvento del sonoro, Scardon tornò a recitare nel 1940, interpretando piccoli ruoli fino al 1948.
È morto nel 1954, a Fontana, in California.

## Filmografia
La filmografia è completa. Quando manca il nome del regista, questo non viene riportato nei titoli

### Attore
- To Save Her Soul, regia di David W. Griffith – cortometraggio (1909)
- The Day After, regia di David W. Griffith – cortometraggio (1909)
- The Closed Bible, regia di David Miles – cortometraggio (1912)
- The Pleasures of Camping – cortometraggio (1912)
- Thorns of Success, regia di Robert Goodman – cortometraggio (1912)
- The Butterfly, regia di Robert Goodman – cortometraggio (1912)
- Belligerent Benjamin – cortometraggio (1912)
- The Simple Life – cortometraggio (1912)
- Hazel Kirke, regia di Oscar Apfel – cortometraggio (1912)
- Her Mischievous Brother – cortometraggio (1913)
- The Cabby and the Demon, regia di Paul Scardon – cortometraggio  (1913)
- Saved from Sin, regia di Paul Scardon – cortometraggio (1913)
- Frau Van Vinkle's Crullers, regia di Hayward Mack (come H.S. Mack) – cortometraggio (1913)
- The Prima Donna's Cat – cortometraggio (1913)
- Not for Mine – cortometraggio (1913)
- Shep, the Hero, regia di Lawrence B. McGill – cortometraggio (1913)
- The Madcap of the Hills – cortometraggio (1913)
- His Uncle's Heir, regia di Edgar Lewis – cortometraggio (1913)
- Below the Deadline – cortometraggio (1913)
- Peg of the 'Polly P' – cortometraggio (1913)
- The Clown's Daughter, regia di Edgar Lewis – cortometraggio (1913)
- The Missing Ring – cortometraggio (1913)
- Hearts of the Dark – cortometraggio (1913)
- The Bracelet – cortometraggio (1913)
- Her Father's Daughter – cortometraggio (1913)
- For Another's Crime – cortometraggio (1913)
- Four $100 Bills – cortometraggio (1913)
- The Mighty Atom – cortometraggio (1913)
- The Alternative – cortometraggio (1913)
- Slim Hogan's Getaway, regia di Thomas R. Mills – cortometraggio (1914)
- The Hidden Clue – cortometraggio (1914)
- A Lesson in Bridge – cortometraggio (1914)
- The Impostor – cortometraggio (1914)
- Caught in the Web – cortometraggio (1914)
- The Surgeon's Experiment – cortometraggio (1914)
- Uncle Tom's Cabin, regia di William Robert Daly (1914)
- The Barrel Organ, regia di Edmond F. Stratton – cortometraggio (1914)
- Four Thirteen, regia di Ralph Ince – cortometraggio (1914)
- The Blood Ruby, regia di Maurice Costello e Robert Gaillard – cortometraggio (1914)
- The Mill of Life, regia di Maurice Costello e Robert Gaillard – cortometraggio (1914)
- Goodbye Summer, regia di Van Dyke Brooke – cortometraggio (1914)
- The Sins of the Mothers, regia di Ralph Ince (1914)
- Breaking In, regia di Wilfrid North – cortometraggio (1915)
- The Breath of Araby, regia di Charles L. Gaskill – cortometraggio (1915)
- The Still, Small Voice, regia di Charles L. Gaskill – cortometraggio (1915)
- The Juggernaut, regia di Ralph Ince (1915)
- Between the Two of Them, regia di Sidney Drew – cortometraggio (1915)
- The Goddess, regia di Ralph Ince - serial (1915)
- The Girl Who Might Have Been – cortometraggio (1915)
- Miss Jekyll and Madame Hyde, regia di Charles L. Gaskill (1915)
- L'invasione degli Stati Uniti (The Battle Cry of Peace), regia di J. Stuart Blackton e Wilfrid North (1915)
- The Alibi, regia di Paul Scardon (1916)
- Man from Montreal, regia di Christy Cabanne (1939)
- The Green Hornet, regia di Ford Beebe e Ray Taylor (1940)
- L'ora fatale (The Fatal Hour), regia di William Nigh (1940)
- Il ponte di Waterloo (Waterloo Bridge), regia di Mervyn LeRoy (1940)
- The Fargo Kid, regia di Edward Killy (1940)
- La riva dei peccatori (Lady from Louisiana), regia di Bernard Vorhaus (1941)
- The Son of Davy Crockett, regia di Lambert Hillyer (1941)
- Today I Hang, regia di Oliver Drake (1942)
- The Man Who Returned to Life, regia di Lew Landers (1942)
- Lo scorpione d'oro (My Favorite Blonde), regia di Sidney Lanfield (1942)
- I cavalieri azzurri (Ten Gentlemen from West Point), regia di Henry Hathaway (1942)
- La signora Miniver (Mrs. Miniver), regia di William Wyler (1942)
- Tish, regia di S. Sylvan Simon (1942)
- Un americano a Eton (A Yank at Eton), regia di Norman Taurog (1942)
- The Man from the Rio Grande, regia di Howard Bretherton (1943)
- Le conseguenze di un bacio (His Butler's Sister), regia di Frank Borzage (1943)
- Il pilota del Mississippi (The Adventures of Mark Twain), regia di Irving Rapper (1944)
- Kitty, regia di Mitchell Leisen (1945)
- The Daltons Ride Again, regia di Ray Taylor (1945)
- Cinderella Jones, regia di Busby Berkeley (1946)
- Down Missouri Way, regia di Josef Berne (1946)
- Gentleman Joe Palooka, regia di Cy Endfield (1946)
- La morte viene da Scotland Yard (The Verdict), regia di Don Siegel (1946)
- Prigionieri del destino (Time Out of Mind), regia di Robert Siodmak (1947)
- Joe Palooka in the Knockout, regia di Reginald Le Borg (1947)
- La città magica (Magic Town), regia di William A. Wellman (1947)
- Merton of the Movies, regia di Robert Alton (1947)
- Texas selvaggio (The Fabulous Texan), regia di Edward Ludwig (1947)
- Dietro la porta chiusa (Secret Beyond the Door), regia di Fritz Lang (1947)
- Joe Palooka in Fighting Mad, regia di Reginald Le Borg (1948)
- Il segno del capricorno (The Sign of the Ram), regia di John Sturges (1948)
- Ultima tappa per gli assassini (Canon City), regia di Crane Wilbur (1948)
- Shanghai Chest, regia di William Beaudine (1948)
- Egli camminava nella notte (He Walked by Night), regia di Alfred L. Werker e Anthony Mann (1948)
- La corte di re Artù (A Connecticut Yankee in King Arthur's Court), regia di Tay Garnett (1949)
- Sansone e Dalila (Samson and Delilah), regia di Cecil B. DeMille (1949)
- Belle of Old Mexico, regia di R.G. Springsteen (1950)

### Regista
- The Cabby and the Demon (1913)
- Saved from Sin (1913)
- The Island of Surprise (1916)
- The Hero of Submarine D-2  (1916)
- The Man Hunt (1916)
- The Redemption of Dave Darcey  (1916)
- The Alibi (1916)
- The Dawn of Freedom, co-regia di Theodore Marston (1916)
- Phantom Fortunes (1916)
- A Prince in a Pawnshop (1916)
- Rose of the South (1916)
- The Enemy (1916)
- Her Right to Live (1917)
- Arsene Lupin (1917)
- Apartment 29 (1917)
- The Hawk (1917)
- The Maelstrom (1917)
- The Stolen Treaty (1917)
- Transgression (1917)
- Soldiers of Chance (1917)
- The Love Doctor (1917)
- The Grell Mystery (1917)
- In the Balance (1917)
- The Other Man (1918)
- The Desired Woman (1918)
- A Bachelor's Children (1918)
- The Golden Goal (1918)
- A Game with Fate (1918)
- Tangled Lives (1918)
- All Man (1918)
- The Green God (1918)
- The King of Diamonds (1918)
- Hoarded Assets (1918)
- Silent Strength (1919)
- Fighting Destiny (1919)
- Beating the Odds (1919)
- Beauty-Proof (1919)
- The Man Who Won (1919)
- In Honor's Web (1919)
- The Gamblers (1919)
- The Darkest Hour (1919)
- Partners of the Night (1920)
- Children Not Wanted (1920)
- Milestones (1920)
- Her Unwilling Husband (1920)
- The Broken Gate (1920)
- The Breaking Point (1921)
- False Kisses (1921)
- Shattered Dreams (1922)
- The Golden Gallows (1922)
- A Wonderful Wife (1922)
- When the Devil Drives (1922)
- Her Own Free Will (1924)

### Produttore
- The Alibi, regia di Paul Scardon (1916)

## Spettacoli teatrali
- Brigadier Gerard (Broadway, 5 novembre 1906)
- Our American Cousin (Broadway, 27 gennaio 1908)
- Agnes (Broadway, 5 ottobre 1908)
- The Debtors (Broadway, 12 ottobre 1909)
- Hannele (Broadway, 11 aprile 1910)
- The Green Cockatoo (Broadway, 11 aprile 1910)
- Becky Sharp (Broadway, 20 marzo 1911)
- Mrs. Bumpstead-Leigh (Broadway, 3 aprile 1911)